# État de Bharatpur
L'État de Bharatpur était un royaume puis un État princier de l'Inde du XVIIe siècle à 1947. Il était centré sur la ville de Bharatpur. Il fusionne dans l'Union de Matsya en 1948, puis dans le Rajasthan en 1949.

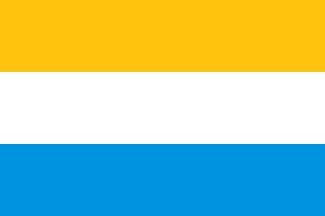
Drapeau de l'État de Bharatpur

## Dirigeants: Mahârâja
- 1752 - 1755 : Badan Singh (en) (+1755), radjah de Deeg depuis 1722
- 1755 - 1763 : Suraj Mal (en) (1707-1763)
- 1763 - 1768 : Jawahar Singh (en) (+1768)
- 1768 - 1769 : Ratan Singh (en) (+1769)
- 1769 - 1778 : Keshri Singh (hi) (1766-1778)
- 1769 - 1775 : Nawal Singh - régent
- 1778 - 1805 : Ranjit Singh (en) (+1805)
- 1805 - 1823 : Randhir Singh (en) (+1823)
- 1823 - 1825 : Baldeo Singh (en) (+1825)
- 1825 : Balwant Singh (en) (1820-1853)
- 1825 - 1826 : Durjan Sal (usurpateur)
- 1826 - 1853 : Balwant Singh (en) (rétabli)
- 1853 - 1893 : Jeswant Singh (en) (1851-1893)
- 1894 - 1900 : Ram Singh (en) (1873-1929), déposé
- 1900 - 1929 : Kishen Singh (en) (1899-1929)
- 1929 - 1948 : Brijendra Singh (en) (1918-1995)

## Chef de la Maison Royale de Bharatpur (maharadjahs titulaires)
- 1948 - 1995 : Brijendra Singh (en)
- 1995 -      : Vishvendra Singh (en), né en 1962